# تاتا آلتروز
تاتا آلتروز (انگلیسی: Tata Altroz) یک خودروی سوپر مینی کم حجم است که توسط تاتا موتورز تولید شده است.این خودرو در هشتاد و نهمین نمایشگاه بین المللی اتومبیل ژنو رونمایی شد.این خودرو در سال ۲۰۲۰ به بازار هند راه یافت.